# Euglossa cognata
Euglossa cognata là một loài Hymenoptera trong họ Apidae. Loài này được Moure mô tả khoa học năm 1970.